# Kolonia Lipska
Kolonia Lipska – przysiółek wsi Szklarka Śląska w Polsce położony w województwie wielkopolskim, w powiecie ostrowskim, w gminie Sośnie.
Miejscowość wchodzi w skład sołectwa Szklarka Śląska.
W latach 1975–1998 miejscowość należała do województwa kaliskiego.